# Campionato italiano di ciclismo su strada 1919
Il Campionato italiano di ciclismo su strada 1919 si svolse su sette prove dal 6 aprile al 2 novembre 1919 e vide l'affermazione di Costante Girardengo.

## Calendario
| Data         | Evento                        | Vincitore           | Squadra         |
| ------------ | ----------------------------- | ------------------- | --------------- |
| 6 aprile     | Milano-Sanremo (1919)         | Angelo Gremo        | Stucchi-Dunlop  |
| 13 aprile    | Milano-Torino (1919)          | Costante Girardengo | Stucchi-Dunlop  |
| 4 maggio     | Giro del Piemonte (1919)      | Costante Girardengo | Stucchi-Dunlop  |
| 31 agosto    | Giro dell'Emilia (1919)       | Costante Girardengo | Stucchi-Dunlop  |
| 20 settembre | Corsa del XX settembre (1919) | Alfredo Sivocci     | Legnano-Pirelli |
| 5 ottobre    | Milano-Modena (1919)          | Costante Girardengo | Stucchi-Dunlop  |
| 2 novembre   | Giro di Lombardia (1919)      | Costante Girardengo | Stucchi-Dunlop  |

## Classifica
| Pos. | Corridore           | Squadra        | Punti |
| ---- | ------------------- | -------------- | ----- |
| 1    | Costante Girardengo | Stucchi-Dunlop | ?     |
| 2    | ?                   | ?              | ?     |
| 3    | ?                   | ?              | ?     |
| 4    | ?                   | ?              | ?     |
| 5    | ?                   | ?              | ?     |
| 6    | ?                   | ?              | ?     |
| 7    | ?                   | ?              | ?     |
| 8    | ?                   | ?              | ?     |
| 9    | ?                   | ?              | ?     |
| 10   | ?                   | ?              | ?     |